# 1501
1501 (MDI) fue un año común comenzado en viernes del calendario juliano.
Es el primer año del siglo XVI. 

## Acontecimientos
- Ottaviano Petrucci imprime por primera vez una partitura: 96 copias de una pieza de Josquin Desprez.
- Alejandro VI concede a los reyes de España el patronato de los cargos eclesiásticos de las Indias.
- Los safavíes se hacen con el control de Tabriz. Ismail I se proclama sah.
- Rodrigo de Bastidas explora La Guajira (Colombia), la bahía de Cartagena y arriba a la desembocadura del río Magdalena.
- 3 de septiembre: los reyes de España dictan una cédula, por la que toda expedición descubierta sin licencia real queda confiscada por la corona.
- 14 de noviembre: contraen matrimonio Arturo Tudor y Catalina de Aragón.
- España - Se autoriza la introducción de negros en América.
- Se funda la ciudad India de Agra
- España - Se firma el decreto de 1501, por el que los mudéjares (musulmanes) debían convertirse o serían expulsados. Solo se libraron los del Reino de Aragón.

Guerras italianas: Conflictos en la Romaña y en Nápoles.
- Enero-diciembre - César Borgia conquista Forlí, Rímini y Pésaro, y asedia Faenza.
- Junio - El tratado secreto de Granada se hace público.
- 5 de julio: Las tropas españoles del Gran Capitán desembarcan en Tropea.
- 8 de julio: Las tropas francesas de d'Aubigny penetran en Nápoles.
- 18 de julio: Los franceses saquean Capua.
- Septiembre - Federico I es derrocado.
- 28 de octubre: Comienza el asedio de Tarento.
- 30 de octubre: El banquete de las castañas o también llamado ballet de las castañas fue una fiesta celebrada en Roma, supuestamente una orgía que se llevó a cabo el 30 de octubre de 1501 en el Palacio Apostólico Vaticano. Fue organizado por César Borgia y contó con la presencia de su padre, el Papa Alejandro VI, y su hermana Lucrecia Borgia.

## Nacimientos
- 6 de mayo: Marcelo II, papa italiano (f. 1555)
- Garcilaso de la Vega - poeta español.
- Maurice Scève - poeta francés.
- Ana Bolena - Reina consorte de Inglaterra y madre de Isabel I de Inglaterra (f. 1536).
- Roxelana - Esposa del sultán otomano Suleiman el magnífico y madre de Selim II. También fue la primera Haseki Sultan y dio paso al famoso Sultanato de mujeres.

## Fallecimientos
- 20 de julio: Príncipe Miguel, nieto de los Reyes Católicos y heredero de Portugal, Castilla y Aragón.
- 22 de mayo: Roberto Gaguin, religioso trinitario y humanista francés.

## Arte y literatura
- 13 de septiembre: Miguel Ángel comienza el David